# Conmigo (Rest of Your Life)
«Conmigo (Rest Of Your Life)»  (с исп. – «Со мной [Всю оставшуюся жизнь]») — сингл мексикано-американской поп-певицы Софии Рейес с её дебютного студийного альбома Louder!, выпущенный на лейбле Warner Music Latina 14 апреля 2015 года.

## Релиз
14 апреля 2015 года София Рейес презентуют второй спанглиш сингл, который получил название «Conmigo (Rest Of Your Life)». 15 мая выходит музыкальное видео на эту песню, в котором принял участие американский певец Кендалл Шмидт. В сентябре вышла 120 серия аргентинского сериала «Надежда моя», в которой приняла участие София Рейес, исполнив «Conmigo (Rest Of Your Life)».

## Награды и номинации
| Год  | Премия                       | Категория          | Результат |
| ---- | ---------------------------- | ------------------ | --------- |
| 2016 | «Kid's Choice Awards Mexico» | «Cancion Favorita» | Номинация |

## Чарты и сертификации

### Чарты
| Страна  | Чарт (2015)                        | Высшая позиция |
| ------- | ---------------------------------- | -------------- |
| Мексика | Mexico Espanol Airplay (Billboard) | 6              |
| Мексика | Mexico Airplay (Billboard)         | 20             |
| США     | Latin Pop Songs (Billboard)        | 31             |

### Сертификации
| Регион                                             | Сертификация | Продажи |
| -------------------------------------------------- | ------------ | ------- |
| Аргентина (CAPIF)                                  | Золото       | 10,000^ |
| ^ данные о партиях основаны только на сертификации |              |         |